# Ligne de tramway 75 (Anvers)
La ligne 75 est une ancienne ligne du tramway vicinal d'Anvers de la Société nationale des chemins de fer vicinaux (SNCV) qui reliait Anvers à Lillo entre 1892 et 1961.

## Histoire
22 juillet 1892 : extension vers le port de Lillo.
19 juin 1927 : électrification.
18 novembre 1929 : échange d'itinéraire avec la ligne Anvers - Zandvliet entre Anvers et Berendrecht Blauwhoef.
27 mai 1961 : suppression de la section Hoevenen - Berendrecht Blauwhoef.
1er octobre 1961 : suppression.